# Рюкгольц
Рюкгольц (нім. Rückholz) — громада в Німеччині, знаходиться в землі Баварія. Підпорядковується адміністративному округу Швабія. Входить до складу району Остальгой. Складова частина об'єднання громад Зег.
Площа — 17,21 км2. Населення становить 892 ос. (станом на 31 грудня 2020).